# III Congresso del Partito del Lavoro di Corea
Il III Congresso del Partito del Lavoro di Corea si tenne a Pyongyang, capitale della Corea del Nord, dal 23 al 29 aprile 1956. Il Congresso è l'organo più alto del partito, e solitamente si tiene ogni quattro anni. 916 delegati furono chiamati a rappresentare 1 164 945 iscritti al partito. Il Terzo Comitato Centrale, eletto dal Congresso, elesse Kim Il-sung come Segretario del Partito del Lavoro di Corea ed alcuni sottosegretari.

## Contesto
La 17ª sessione plenaria del Secondo Comitato Centrale decise il 3 dicembre 1955 che il III Congresso si sarebbe tenuto nell'aprile 1956, due mesi dopo il XX Congresso del Partito Comunista dell'Unione Sovietica, in seguito al quale fu inaugurata la politica di destalinizzazione. Choe Yong-kun, un partigiano vicino a Kim Il-sung, partecipò al XX Congresso del PCUS e al suo ritorno riferì personalmente le attività che si erano svolte a Kim Il-sung. Informato della nuova politica sovietica, Kim Il-sung reagì gradualmente. Nel suo primo discorso in seguito al XX Congresso del PCUS, egli affermò che i membri del partito avrebbero dovuto limitare i poteri di una singola persona stabilendo una segreteria collettiva. Kim Il-sung continuò criticando vecchie figure come Pak Hon-yong e Yi Sung-yop, che, secondo lui, avevano esercitato l'"eroismo individuale" e non erano riusciti a seguire le procedure della segreteria collettiva. Comunque, nessuno criticò il fatto che Kim Il-sung fosse contemporaneamente Primo Ministro e vicesegretario del Partito del Lavoro di Corea. Kim Il-sung non si riferì mai esplicitamente alle politiche di destalinizzazione attuate dall'Unione delle Repubbliche Socialiste Sovietiche e non criticò la segreteria di Iosif Stalin, ma criticò alcuni suoi collaboratori, ad esempio Vjačeslav Molotov, Lazar Kaganovič, Georgij Malenkov e Nikolaj Bulganin.

## Congresso
Parteciparono al Congresso anche alcuni delegati dei partiti amici, ad esempio Leonid Il'ič Brežnev, membro del Politburo del PCUS, e il Maresciallo Nie Rongzhen, che guidava la delegazione del Partito Comunista Cinese. Nel suo discorso al Congresso, Brežnev si congratulò col Partito del Lavoro di Corea per aver organizzato il III Congresso, e spiegò le nuove politiche decise nel corso del XX Congresso del PCUS. Egli sottolineò l'importanza dell'implementare il sistema leninista della segreteria collettiva del partito, dall'inizio alla fine, per rafforzare il partito stesso. Nie Rongzhen, invece, si congratulò col Partito del Lavoro di Corea per aver ricostruito un Paese in seguito alla devastante guerra di Corea.
Kim Il-sung fece un lungo discorso, secondo Suh Dae-sook il peggiore della sua carriera. In esso, condannò i capi della fazione partigiana, parlò a lungo della situazione economica e della posizione della Repubblica Popolare Democratica di Corea nella politica internazionale, elogiando gli sforzi dei partigiani durante l'occupazione giapponese della Corea, ma non nominò mao le due questioni più importanti, ossia la segreteria collettiva e la destalinizzazione. Affermò che la fazione domestica era colpevole del fallimento della guerra di Corea, e invitò i coreani a studiare la storia, continuando a sottolineare che i partigiani dovevano essere alla base della cultura e dell'ideologia coreane. Comunque, continuò dicendo che i nazionalisti coreani come Kim Kyu-sik e Kim Gu erano patrioti (li aveva criticati nel corso del I Congresso). In seguito, Yi Chong-won, uno dei principali storici del Paese, parlò in favore dei suggerimenti di Kim Il-sung, ed affermò che Kim Il-sung e i partigiani avevano giocato il ruolo principale nella liberazione della Corea dall'occupazione giapponese. Per approfondire la sua posizione, il Procuratore Generale Yi Song-un disse ai delegati che esistevano ancora persone appartenenti alla fazione domestica che non avevano ancora fatto autocritica o volevano ancora rovesciare la segreteria del partito.
Vi furono alcune modifiche alle regole del partito, presentate da Pak Chong-ae, che affermò che i cambiamenti erano avvenuti sotto l'influenza del XX Congresso del PCUS. Gli emendamenti erano praticamente delle nuove regole. Essi furono presentati con tre obiettivi: facilitare la costruzione del "nuovo socialismo", contribuire a rafforzare l'organizzazione del partito e seguire i cambiamenti dei partiti amici. La maggior parte della sua presentazione riguardava con il modo in cui i nuovi emendamenti avrebbero protetto i normali membri del partito dagli alti ufficiali. Ella evidenziò gli errori commessi da Kim Yol e Pak Song-sam, che a suo dire avevano danneggiato i membri del partito. Furono nominati dei nuovi membri per proteggere i membri comuni, anche se "c'era poco nel regolamento che rendesse effettiva questa protezione". In ogni caso, a questo punto le regole del partito erano soltanto simboliche, e Kim Il-sung ed i suoi colleghi partigiani non vi aderirono.
Secondo Kim Il-sung, il partito era cresciuto notevolmente dal II Congresso, e contava ora 1 164 945 membri e 58 529 sedi. Il partito era cresciuto nonostante la guerra di Corea (e in particolare in seguito alla guerra di Corea) di 439 183 membri e 28 496 sedi. Gli iscritti al Partito del Lavoro di Corea rappresentavano il 10% dell'intera popolazione nordcoreana.
La confusione sorta in seguito alle decisioni prese dal XX Congresso del PCUS emerse durante l'elezione del Terzo Comitato Centrale. Molti membri della fazione sovietico-coreana ricoprivano ancora cariche alte, e tra questi vi era Pak Chang-ok, che era stato criticato molte volte da Kim Il-sung, mentre i membri più influenti della fazione Yanan, "le cui attività rivoluzionarie erano state ridicolizzate da Kim Il-sung in passato, furono rieletti". Lo stesso si può dire dei comunisti locali, perché molti di coloro che furono rieletti, ad esempio Ho Song-thaek e Puk Mun-gyu, erano vicini a Pak Hon-yong, che l'anno precedente aveva cercato di rovesciare la segreteria di Kim Il-sung. Nonostante ciò, Kim Il-sung riuscì a far rieleggere nel Comitato Centrale la maggior parte dei suoi più stretti collaboratori, quattro dei quali (Kim Il-sung, Choe Yong-kun, Kim Tu-bong e Pak Chong-ae) erano partigiani. Solo 28 persone furono rielette nel Terzo Comitato Centrale, 43 erano nuovi membri e 5 furono promossi da candidati a membri. 46 candidati furono eletti nel Terzo Comitato Centrale, e di questi due furono rieletti. Nessun membro della Seconda Commissione Centrale d'Ispezione fu rieletto nella Terza Commissione Centrale d'Ispezione.

## Primo plenum del Terzo Comitato Centrale
Kim Il-sung fu eletto Segretario del Partito del Lavoro di Corea, e furono eletti anche alcuni sottosegretari.

### Conseguenze
Il mancato supporto delle politiche sovietiche di segreteria collettiva e di destalinizzazione portò all'incidente della fazione d'agosto, nel quale la fazione sovietico-coreana e la fazione Yanan cercarono di destituire Kim Il-sung.